# Sea Opening
『Sea Opening』（シー・オープニング）は、2018年2月10日公開の日本映画である。
主演は、黒羽麻璃央、和田琢磨、玉城裕規。
監督は、『縁〜The Bride of Izumo〜』『Please Please Please』の堀内博志。
2017年7月22日・大阪、7月23日・東京､8月6日・福岡､8月12日・仙台の全国4か所で完成披露上映会。
2018年2月10日よりシネマート新宿他、全国順次ロードショー。

## ストーリー
冒頭は東京、演出家・佐竹徳明の舞台稽古最中に、主演・片桐幹生の不意の失踪が役者たちに告げられる。
同じ作品にキャスティングされていた清祐樹も周囲と共に片桐の失踪を知る事となるが、清は一人、片桐の痕跡を追うようにして、彼の故郷である沖縄へと向かう。沖縄の地で再会した片桐、彼の友人らとの交流を通して、清は現実と向き合い、片桐と決別する。
キャスティングされた役者のキャラクターを活かしたオリジナル作品。

## キャスト
- 清祐樹:黒羽麻璃央

- 片桐幹生:和田琢磨

- 城田雄大:玉城裕規

- 影山三登志:佐伯大地
- 岡野達也:大平峻也
- 佐竹徳明:河合龍之介
- ナオ:佐藤永典

- 川西雅也:今川碧海
- 大迫翔太:古谷大和
- 近藤竜馬:渋谷盛太
- 三島要:安藤稜浩
- 山科辰巳:熊谷魁人
- 岡田修二:松田将希
- 倉科智崇:石井貴就
- 江口通勝:安藤瑠一
- 高部尚之:杉本海凪
- 渡辺士郎:阿部快征
- 荒生慶太:佐藤智広

- 黒崎美波:小池樹里杏
- アイ:MIO
- コイ:YAE

- 境大棋:札内幸太
- 西野優:勧修寺保都
- ボボ:栗原卓也
- ノゾミ:紗々
- 高杉:石崎チャベ太郎
- 子供時代の片桐:宮平柚希
- Ｋ:鈴木ケリー
- 黒人男性:プリンスモーガン
- マサヨ:森郁月

- らもーん:オラキオ

## スタッフ
- 脚本・撮影・編集・監督：堀内博志
- エグゼクティブ・プロデューサー：股張祐二
- プロデューサー：堀内博志
- 制作プロデューサー：赤間俊秀
- プロデューサー補：淡野維明
- プロデューサー補：清水悠平
- 音楽プロデューサー：平野栄二
- アートディレクター：竹田剛
- 助監督：躰中洋蔵
- 監督助手：平田圭一
- 撮影助手：原俊介
- 録音：植田中
- スタイリスト：手嶋幸弘
- メイク：中村兼也・大沼香理
- 振付：立石裕美
- VJ：描気ナギサリ
- スチール：福澤卓弥・計良治近
- メイキング：清水悠平
- 制作進行：山口理沙
- 沖縄コーディネーター：宮平賢
- デザイン進行：久慈宗志
- 特別協力：ろけすた・クルオ・小山徹

- 製作：(有)エス・エル・エフ
- 制作プロダクション：㈱パーフェクトワールド

## エピソード
ロケ場所は東京都、沖縄県。
『Please Please Please』と同じ世界観となり、 ナオ(佐藤永典)やノゾミ(紗々)、ボボ(栗原卓也)のほか、シンジ(佐藤流司)が出演している。

## 音楽
挿入歌
- 「はいぬみかじ」

歌 - ヤギフミトモ